# N152 (België)
De N152 is een gewestweg in de Belgische provincie Antwerpen. De weg verbindt de N13 in Herentals met de N19 in Herselt. De lengte van de N152 bedraagt ongeveer 13 kilometer.

## Albertkanaal
In het kader van een betere bevaarbaarheid voor containerschepen op het Albertkanaal zal de boogbrug in Herentals in 2009 een paar meter opgevijzeld worden.

## Plaatsen langs de N152
- Herentals
- Olen
- Oosterwijk
- Voortkapel
- Zoerle-Parwijs
- Herselt

## N152a
De N152a is een onderdeel van de N152 bij Zoerle-Parwijs. De N152 liep vroeger door het dorp heen, voordat de weg om het dorp heen werd aangelegd. Deze omlegging kreeg het nummer N152a. Inmiddels heeft de route om het dorp heen het nummer N152 gekregen en de route door het dorp administratief het nummer N152a. Desondanks is bebording van de N152a nog te vinden langs de omlegging.